# Feenseeschwalbe
Die Feenseeschwalbe (Gygis alba) ist eine Vogelart aus der Ordnung der Regenpfeiferartigen (Charadriiformes).

## Beschreibung

Feenseeschwalbe im Flug (Gygis alba)

Die Feenseeschwalbe hat weißes Gefieder, schwarze Augen und einen blau-schwarzen Schnabel. Der Schwanz ist lang und tief gegabelt. Sie wird etwa 30 cm groß und hat Schwimmhäute zwischen den Zehen.

## Lebensraum
Sie lebt in den tropischen und subtropischen Zonen der Weltmeere, vor allem auf kleinen Inseln südlich des Äquators. Im Atlantischen Ozean ist sie auf den Inseln Ascension, Trindade und Sankt Helena heimisch, im Indischen Ozean etwa auf den Seychellen und den Malediven.

## Ernährung
Die Vögel ernähren sich von kleinen Fischen, die sie aus dem Meer fangen. Ein Vogel kann bis zu sechs Fische gleichzeitig im Schnabel transportieren, um sie an Land zu bringen und an seine Jungen weiterzugeben.

## Fortpflanzung

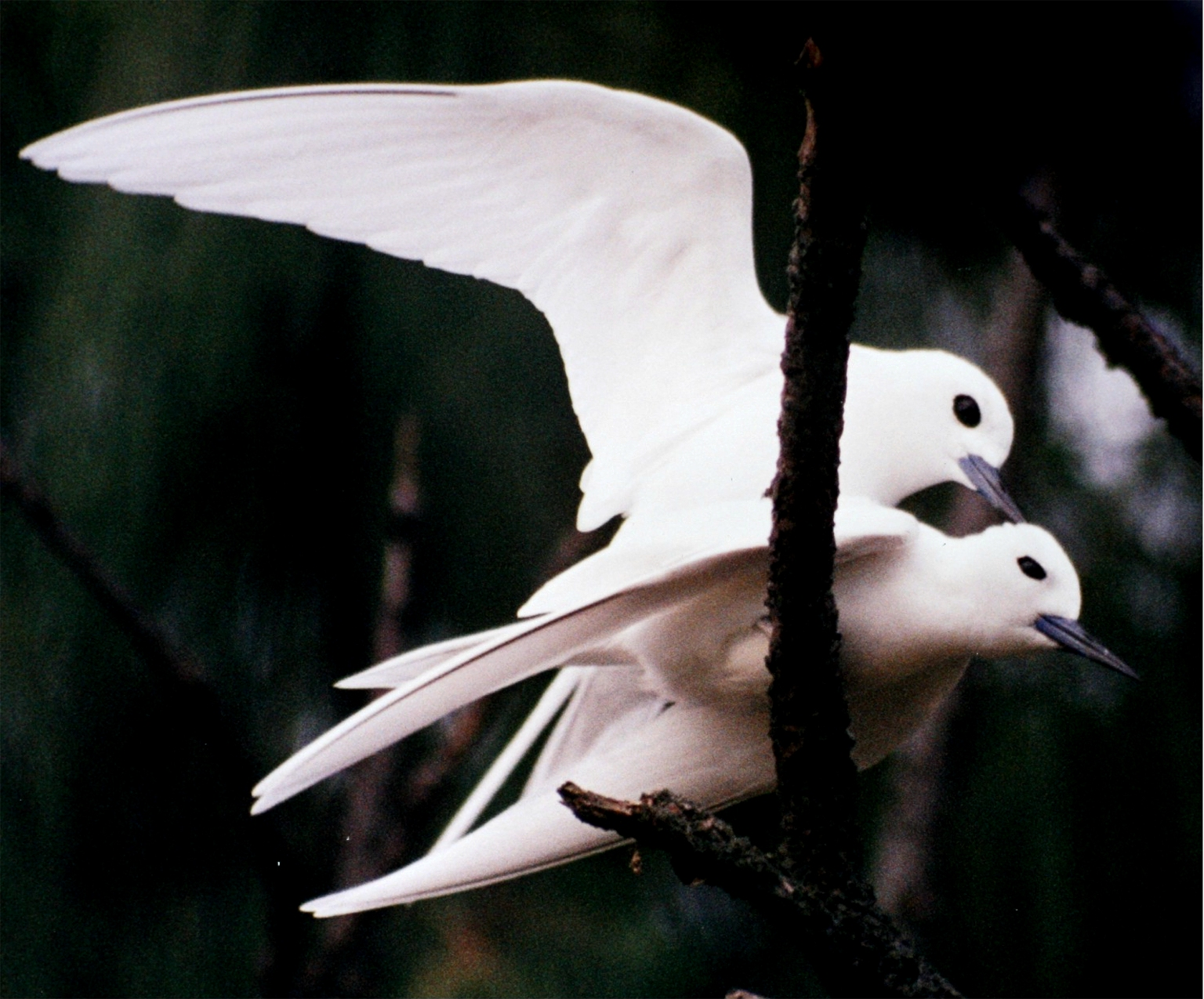
Feenseeschwalben bei der Paarung

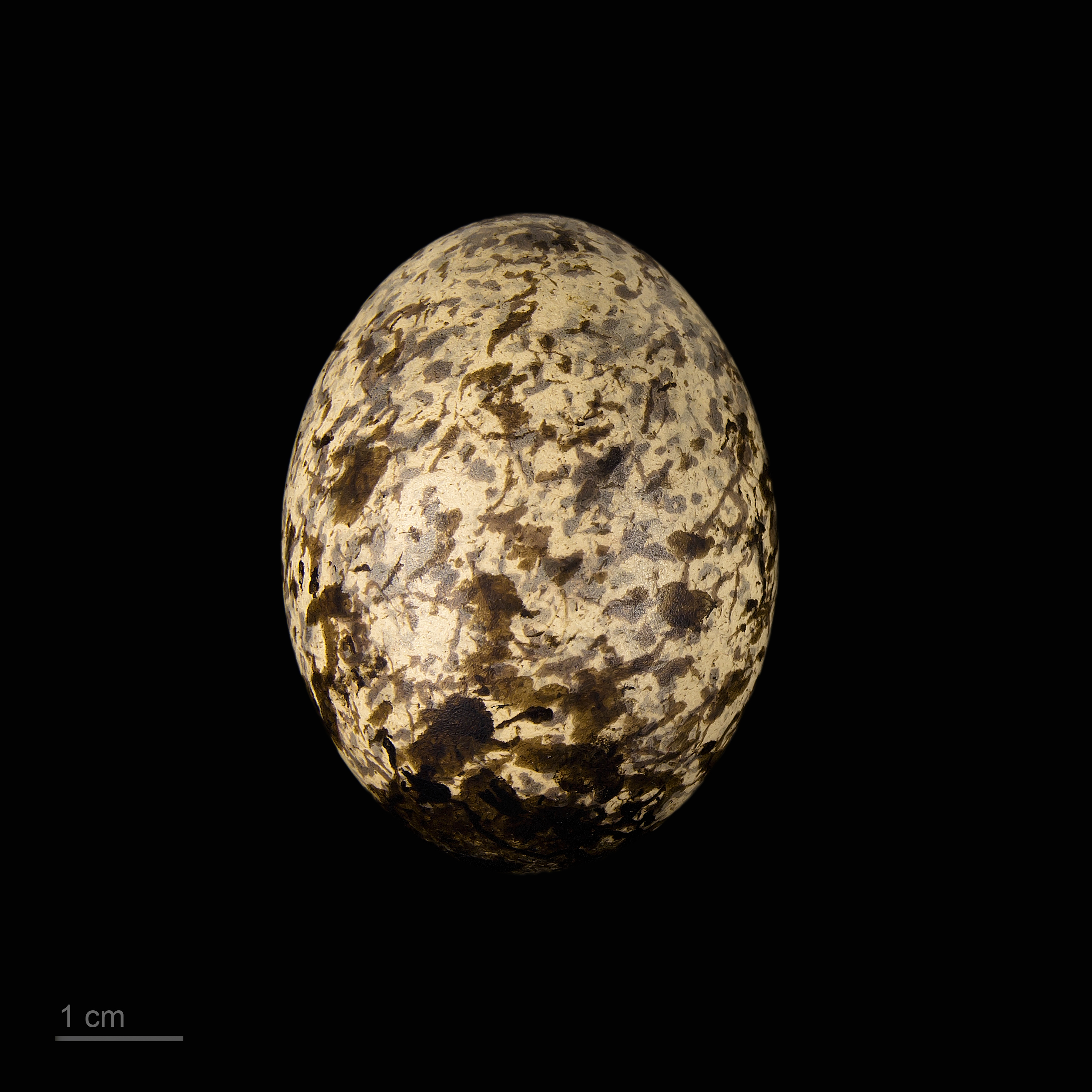
Ei der Feenseeschwalbe

Die Feenseeschwalbe lebt monogam. Brutzeit ist das ganze Jahr über, die Vögel verzichten dabei auf den Bau eines Nests. Das einzige Ei wird einfach auf eine Astgabelung oder einen Felsvorsprung gelegt. Beide Altvögel bebrüten das Ei sehr behutsam. Ist das Junge geschlüpft, hält es sich mit dem Schnabel und den Krallen fest.